# Paradrina noctivaga
Paradrina noctivaga là một loài bướm đêm trong họ Noctuidae.